# Stare Bałuty
Stare Bałuty – dawna wieś, a także jedno z wydzielonych na potrzeby Systemu Informacji Miejskiej w Łodzi osiedli administracyjnych na terenie Bałut.

## Granice osiedla
Granica dzielnic Bałuty/Polesie – Pojezierska – Julianowska – Inflancka – Marysińska – Obrońców Warszawy – Marynarska – Wojska Polskiego – Młynarska – Berlińskiego – Krótka – Osiedlowa – Wrześnieńska – Biała – Limanowskiego – granica dzielnic Bałuty/Polesie

## Historia
Dawniej samodzielna miejscowość. Od 1867 w gminie Radogoszcz należącej do powiatu łodzińskiego (łódzkiego) w guberni piotrkowskiej.
18 sierpnia 1915 wieś Stare Bałuty włączono do Łodzi.